# 琴叶茜、葵
琴叶茜、葵是日本软件公司AI创建的语音库组合系列，其最新版本运行于文本转语音软件A.I.Voice 2 Editor、歌声合成软件Neutrino和语音转换软件Seiren Voice。此组合系列包含两种风格的语音“琴叶茜”和“琴叶葵”，由日本配音员榊原由依录制，两种语音对应的两名同名虚构人物是由日本插画师吉田Yoshitsugi（吉田ヨシツギ）作造型设计。琴叶茜有着关西腔日语或活力风格的语音，有着一頭粉红色的长发，琴叶葵有着标准日语或柔和音色，有着一頭蓝色的长发。她们為双胞胎姐妹。

## 版本
| 年份             | 标题                                       | 语音库                                                        | 引擎                   | 平台                 | 操作系统                          |
| 文本转语音       | 文本转语音                                 | 文本转语音                                                    | 文本转语音             | 文本转语音           | 文本转语音                        |
| ---------------- | ------------------------------------------ | ------------------------------------------------------------- | ---------------------- | -------------------- | --------------------------------- |
| 2014年           | 《Voiceroid +：琴叶茜、葵》                | 独立应用程序                                                  | AITalk 3               | 独立应用程序         | Windows                           |
| 2017年           | 《Voiceroid 2：琴叶茜、葵》                | - 琴叶 茜 - 琴叶 葵                                           | AITalk 4               | Voiceroid 2          | Windows                           |
| 2020年           | 《A.I.Voice：琴叶茜、葵》                  | - 琴叶 茜 - 琴叶 葵 - 琴叶 茜（蕾） - 琴叶 葵（蕾）           | AITalk 5               | A.I.Voice Editor     | Windows                           |
| 2021年           | 《A.I.Voice Kotonoha Akane & Aoi English》 | - Kotonoha Akane (English) - Kotonoha Aoi (English)           | ——                     | A.I.Voice Editor     | Windows                           |
| 2022年           | 《Kotonoha Talk》                          | - 琴叶 茜（Chinese） - 琴叶 葵（Chinese）                     | ——                     | A.I.Voice Editor     | Windows                           |
| 2023年           | 《A.I.Voice 2：琴叶茜、葵》                | - 琴叶 茜(NV) - 琴叶 茜 蕾(NV) - 琴叶 葵(NV) - 琴叶 葵 蕾(NV) | AITalk 6               | A.I.Voice 2 Editor   | Windows macOS                     |
| 歌声合成         |                                            |                                                               |                        |                      |                                   |
| 2020年           | 《Synthesizer V：琴叶茜、葵》              | - 琴葉 茜・葵                                                 | Synthesizer V Standard | Synthesizer V Studio | Linux macOS Windows               |
| 2022年           | 赠品                                       | - 琴叶 茜 - 琴叶 葵                                           | ——                     | Neutrino             | Google Colaboratory macOS Windows |
| 语音转换         |                                            |                                                               |                        |                      |                                   |
| 2021年           | 《琴叶茜、葵Voice Model for Voidol》       | - 琴叶 茜 - 琴叶 葵                                           | R.C.voice              | 音声偶像             | iPadOS iOS macOS Windows          |
| 2022年           | 《Seiren Voice：琴叶茜、葵》               | - 琴葉茜・葵                                                  | ——                     | Seiren Voice         | Windows                           |
| “——”表示不确认。 |                                            |                                                               |                        |                      |                                   |

### 文本转语音
- 《Voiceroid +：琴叶茜、葵》是AHS开发的文本转语音软件，作为独立应用程序于2014年4月25日发行。[1]

- 《Voiceroid 2：琴叶茜、葵》是AHS开发的语音库组合，作为文本转语音软件Voiceroid 2的语音插件于2017年6月9日发行，增添了Voice Style功能。[2]

- 《A.I.Voice：琴叶茜、葵》是AI开发的语音库组合，作为文本转语音软件A.I.Voice Editor的语音插件于2021年2月22日发行。除了继承过往两部语音库，还新增了声音更年幼的两部语音库「琴叶 茜（蕾）」和「琴叶 葵（蕾）」，但不支持Voice Style功能。[3]

- 《A.I.Voice Kotonoha Akane & Aoi English》是AI开发的英语语音库组合，作为A.I.Voice Editor的语音插件于2021年12月10日发行，不支持Voice Style。[4]

- 《Kotonoha Talk》是AI开发的官话语音库组合，作为A.I.Voice Editor的语音插件于2022年9月22日发行，不支持Voice Style。[5]

### 歌声合成
- 《Synthesizer V：琴叶茜、葵》是AHS开发的单部歌声库，作为歌声合成软件Synthesizer V Studio的“歌声数据库”插件于2020年7月30日发行，推荐节奏在每分钟70至180拍之间，推荐音域在E3至D5之间，收录音阶为G♯3、C♯4、F♯4和C5（假声）。[6]AHS为了宣传发布了两首演示曲，Takapi作词曲的〈Synthtopia〉，和Azuma作词曲的〈泡沫的Desire〉（泡沫のデザイア）。

- 琴叶茜、葵的两部Neutrino歌声模型是于2022年4月25日开始提供免费给购买《A.I.Voice：琴叶茜、葵》的用户，「琴叶 茜」的推荐音域在mid1G至hiC之间（G3至C5），推荐节奏在每分钟120至180拍之间，推荐流派为摇滚、流行歌曲等；「琴叶 葵」的推荐音域在mid1G至hiC之间（G3至C5），推荐节奏在每分钟80至140拍之间，推荐流派为流行歌曲、民谣等。[7]

### 语音转换
- 《琴叶茜、葵Voice Model for Voidol》是Crimson开发的语音模型组合，作为变声软件音声偶像（Voidol）的语音转换模型插件于2021年10月12日发行。[8]

- 《Seiren Voice：琴叶茜、葵》是由多玩国开发的语音库，作为语音重建软件Seiren Voice的语音库插件于2022年5月17日由多玩国和AI发行，支持配备Nvidia GPU的Windows。[9]

### 其他
- 《exVoice：琴叶茜、葵》是AI发行于2021年6月25日的语音采样集，共有三辑数据。[10]

## 流行文化中
- 〈Sacasaca-bambambas-pispis〉（“萨卡萨卡班班甲鱼鱼”）是Yakamochi（やかもち）的歌曲，音乐视频于2023年6月13日播出，演唱部分使用琴叶茜、葵的Neutrino和A.I.Voice版本合成。此曲是以日本推特热议的萨卡班甲鱼为主题，Yakamochi说道“这是我在一天之内创作的一首歌曲，因为萨卡班甲鱼太可爱了！！”。此曲在Billboard Japan的Niconico动画热门Vocaloid歌曲（日语：ボカロ (音楽ジャンル)）排行榜Niconico Vocaloid Songs Top 20最高位列次第2。[11]